# باباکار سار
باباکار سار (انگلیسی: Babacar Sarr؛ زادهٔ ۱۵ فوریهٔ ۱۹۹۱) بازیکن فوتبال اهل سنگال است.
وی سابقه بازی در تیم‌هایی همچون باشگاه فوتبال سوگندال، باشگاه فوتبال مولده و باشگاه فوتبال ینی‌سئی کراسنویارسک را در کارنامه دارد.
سار در حالی که برای سوگندال بازی می‌کرد، در سفر بازیکنان فصل گذشته به استکهلم در سال ۲۰۱۵ به تجاوز جنسی متهم شد، اگرچه پلیس سوئد اتهاماتی را علیه این بازیکن وارد ندانست. وی بعداً به چهار تجاوز دیگر در حالی که یک بازیکن مولده متهم شد، اما در اوت سال ۲۰۱۸ توسط دادگاه منطقه مولده تبرئه شد. اما دادستان درخواست تجدیدنظرخواهی کرد اما سار از ارائه نمونه خون امتناع کرد در ۱۴ فوریه ۲۰۱۹ پرونده برای ۸ ماه به تعویق افتاد در حال حاضر سار به دلیل عدم حضور در دادگاه و به عنوان مظنون در پرونده تجاوز دیگری توسط اینترپل تحت تعقیب است.